# Arisaema cordatum
Arisaema cordatum är en kallaväxtart som beskrevs av Nicholas Edward Brown. Arisaema cordatum ingår i släktet Arisaema och familjen kallaväxter. Inga underarter finns listade.